# San Giovanni (métro de Rome)
Pour les articles homonymes, voir San Giovanni.
San Giovanni est une station de la ligne A du métro de Rome et, depuis le 12 mai 2018, également de la ligne C. Elle tient son nom de celui de l'archibasilique Saint-Jean-de-Latran qui se trouve à proximité.
La création de la ligne C qui doit être progressivement mise en service entre 2011 et 2020, fait de celle-ci, depuis le 12 mai 2018, l'une des trois nouvelles stations de correspondance du métro romain.

## Situation sur le réseau
Établie en souterrain, la station San Giovanni de la ligne A du métro de Rome, est située entre les stations Manzoni - Museo della Liberazione en direction de Battistini, et Re di Roma en direction d'Anagnina. La station San Giovanni de la ligne C constitue le terminus provisoire de la ligne, avant la station Lodi en direction de Monte Compatri - Pantano.

## Histoire
La station San Giovanni est mise en service le 19 février 1980, lors de l'ouverture de l'exploitation de la première section, de la ligne A, entre les stations Ottaviano - San Pietro - Musei Vaticani et Cinecittà.
Elle est fermée de fin juillet à début août 2011 pour permettre les travaux des circulations piétonnes de correspondance entre la plateforme de la ligne A et la nouvelle plateforme de la ligne C. La station sur la ligne C ouvre le 12 mai 2018.

## À proximité
La station San Giovanni est située sous le Piazzale Appio, à la limite entre le centre historique (rione Esquilino) et les quartiers Appio-Latino et Tuscolano qui se trouvent hors les murs. Elle permet d'atteindre notamment : l'archibasilique Saint-Jean-de-Latran, le palais du Latran, et l'obélisque du Latran, la porta San Giovanni et la porta Asinaria, la basilique Sainte-Croix-de-Jérusalem, l'hôpital San Giovanni–Addolorata et le marché de vêtements d'occasion ayant lieu Via Sannio.